# Petr Čavoš
Petr Čavoš (* 12. prosince 1968) je bývalý český fotbalista.

## Fotbalová kariéra
V československé a české lize hrál za Duklu Praha a Bohemians Praha. Nastoupil ve 43 ligových utkáních a dal 1 ligový gól. Ve druhé nejvyšší soutěži hrál i za FC Portal Příbram, SK Český ráj Turnov a SK Pardubice.

## Ligová bilance
| Ročník                                   | Zápasy | Góly | Klub                |
| ---------------------------------------- | ------ | ---- | ------------------- |
| 1. československá fotbalová liga 1990/91 | 9      | 1    | Dukla Praha         |
| 1. československá fotbalová liga 1991/92 | 23     | 0    | Dukla Praha         |
| 2. česká fotbalová liga 1995/96          | 10     | 0    | FC Portal Příbram   |
| 2. česká fotbalová liga 1995/96          | 13     | 0    | SK Český ráj Turnov |
| 2. česká fotbalová liga 1995/96          | 4      | 0    | Bohemians Praha     |
| 1. česká fotbalová liga 1996/97          | 11     | 0    | Bohemians Praha     |
| 2. česká fotbalová liga 1996/97          | 11     | 1    | SK Pardubice        |
| CELKEM 1. liga                           | 43     | 1    |                     |